# Кумбукса
Кумбукса — река в России, протекает в Карелии. Населённых пунктов на реке нет. Устье реки находится в 21 км по левому берегу Вожмы. Длина реки составляет 55 км, площадь водосборного бассейна 419 км².

## Притоки
- 2 км по левому берегу от устья: Лумбасручей
- 7,5 км по правому берегу от устья: Савинский
- 30 км по правому берегу от устья: Лещевский

## Данные водного реестра
По данным государственного водного реестра России относится к Баренцево-Беломорскому бассейновому округу, водохозяйственный участок реки — бассейн озера Выгозеро до Выгозерского гидроузла, без реки Сегежа до Сегозерского гидроузла. Речной бассейн реки — бассейны рек Кольского полуострова и Карелии, впадает в Белое море.
Код объекта в государственном водном реестре — 02020001212102000005516.

## Фотографии
|  |  |